# Односи Србије и Ирака
Односи Србије и Ирака су инострани односи Републике Србије и Републике Ирака.

## Историја односа

### Односи Југославије и Ирака
Јосип Броз Тито је посетио Ирак августа 1967.
Јосип Броз Тито је посетио Ирак фебруара 1979.

## Билатерални односи
Дипломатски односи са Ираком су успостављени 1958. године.
Ирак није присуствовао приликом гласања о пријему Косова у УНЕСКО 2015.

### Политички односи
- 19. јануара 2017. министар спољних послова Ирака Ибрахим ел Џафари је посетио Србију.
- Потпреседник владе Расим Љајић посетиo је Ирак 4. новембар 2012, а министар Сулејман Угљанин 26-30.03.2013. Mинистар грађевине и становања Ирака Ал-Дереџи посетио је Републику Србију 19-22. маја 2013. Велимир Илић, министар грађевинарства и урбанизма, посетио је Ирак 10-11. јуна 2013. године.

### Економски односи
- У току 2020. године наш извоз је износио 11,6 милиона УСД, а увоз 434,5 милиона долара.
- У 2019. године извоз Србије износио је 11 милиона долара, а увоз 460 милиона УСД.
- У 2018. извезли смо робе у вредности од 9,3 милиона УСД, а увезли за 687 милиона.[3][4]

### Дипломатски представници

#### У Београду
- Мухамед Хаким Ел-Ерабијаи, амбасадор, 2022.
- Факри Махди АЛ-Иса, амбасадор, 2018—2019.
- Касим Аскер Хасан, амбасадор, 2016—2017.
- Др Фалах Абдулхасан Абдулсада, амбасадор, 2010—2015.
- Др Сами Садун Кати, амбасадор, 1999—
- Мемду Абд ал-Хамид, амбасадор, 1984—
- Фарук Ал-Самараие, амбасадор
- Хусеин Ал Хемаш, амбасадор
- Ахмед Емин Махмуд, амбасадор, 1971—
- Фајсал Хабиб Алхајзаранија, амбасадор, 1969—1971
- Сами Алсакара, амбасадор, 1966—1968
- др Сами Алсакара, отправник послова, 1964
- М. М. Алван, отправник послова, 1963

#### У Багдаду
- Урош Балов, амбасадор, 2018—
- Радисав Петровић, амбасадор, 2011—2016.
- /   Нино Маљевић, амбасадор, 2005—2011.
- Зоран Јоцовић, амбасадор, 2001—2003.
- Енес Карабеговић, амбасадор, —2001.
- Стојан Андов, амбасадор, 1988—1991.
- Џевад Мујезиновић, амбасадор, 1984—1988.
- Видо Кнежевић, амбасадор, 1981—1984.
- Живко Мучалов, амбасадор, 1978—1981.
- Данило Пурић, амбасадор, 1973—1978.
- Реџо Терзић, амбасадор, 1969—1973.
- Звонко Раос, амбасадор, 1965—1969.
- Франц Приможич, амбасадор, 1961—1963.
- Нијаз Диздаревић, први амбасадор ФНРЈ, 1958—1961.